# Curtea Supremă a Regatului Unit
Curtea Supremă (galeză Y Goruchaf Lys; gaelică scoțiană An Àrd Chùirt; scoțiană The Supreme Coort; irlandeză An Chúirt Uachtarach; uneori menționată colocvial de inițialismul UKSC sau acronimul SCOTUK) este instanța de apel finală din Regatul Unit pentru cauze civile și pentru cazuri penale din Anglia, Țara Galilor și Irlanda de Nord. Acesta aude cazuri de cea mai mare importanță publică sau constituțională care afectează întreaga populație.
Așa cum a fost autorizat prin Legea privind reforma constituțională din 2005, secțiunea 3 partea 1 (1), Curtea Supremă a Regatului Unit a fost înființată oficial la 1 octombrie 2009.
Acesta și-a asumat funcțiile judiciare ale Camerei Lorzilor, care au fost exercitate de către Lorzii de Apel în ordinar (numiți în mod obișnuit „Law Lords”), cei 12 judecători numiți ca membri ai Camerei Lorzilor pentru a-și desfășura activitatea judiciară ca Comitetul de apel al Camerei Lorzilor. Competența sa în materie de devoluție a fost exercitată anterior de Comitetul Judiciar al Consiliului Privat.
Actualul președinte al Curții Supreme este Lord Reed.

## Legături externe
- Official site
- Ministry of Justice, Supreme Court site
- „Grand designs”. BBC News. 7 martie 2007. Accesat în 7 martie 2007.
- UK Supreme Court: Much ado about nothing? Arhivat în 18 ianuarie 2012, la Wayback Machine. in the Harvard Law Record